# متوپرولول
متوپرولول (به انگلیسی: Metoprolol)
رده درمانی: بتا بلوکر.

## اشکال دارویی
این دارو به صورت خوراکی قرص و آمپول درون وریدی ارائه می‌شود. میزان مصرف آن معمولاً دو بار در روز است. یک نوع از این دارو با رهاسازی تأخیری نیز وجود دارد که روزی یکبار باید استفاده شود. متوپرولول به صورت قرص‌هایی ترکیبی با هیدروکلروتیازید نیز تولید می‌شود.

## موارد مصرف
متوپرولول که در میان سایر اسامی تحت عنوان تجاری لوپرسور به بازار عرضه می‌شود، یک داروی گیرنده انتخابی بلوک کننده بتا می‌باشد. متوپرولول در درمان آنژین صدری مزمن، کنترل فشارخون بالا و پیشگیری از آنفارکتوس مجدد میوکارد، تپش بیش از حد قلب و پیشگیری مشکلات قلبی پس از آنفارکتوس مصرف می‌شود. برای پیشگیری از سردردهای میگرنی هم مناسب است..همچنین برای درمان لرزش ناشی از مصرف لیتیم از این دارو استفاده می شود.برای درمان پرخاشگری نیز در مطالعات موثر شناخته شده است.این دارو بر حافظه یادگیری و مهارت های حافظه ای اثری ندارد.به علت اثر لیپوفیلی بالا داری اثرات محیطی و مرکزی قوی است.

## مکانیسم اثر
بلوک‌کننده اختصاصی گیرنده‌های بتا یک سمپاتیک که بیشتر در سلول‌های قلب دیده می‌شود.

## عوارض جانبی
عوارض جانبی شایع دارو عبارتند از مشکلات خواب احساس خستگی مفرط (پزشکی)، احساس غش، برادی کاردی علامتی (سرگیجه)، اسپاسم برونش (اشکال درتنفس)، نارسایی احتقانی قلب (تورم اندام‌های تحتانی، تنگی نفس)، افسردگی و کاهش گردش خون محیطی (سردی دست‌هاو پاها)، اختلالات خواب، تهوع، استفراغ، اسهال، یبوست و دردهای شکمی. مصرف دوز بالای دارو ممکن است منجر به مسمومیت شود. احتمال خطر مصرف دارو در زنان باردار وجود دارد. به نظر می‌رسد مصرف دارو در زمان شیردهی منعی نداشته باشد. استفاده از دارو در کسانی که مشکلات کبدی یا آسم دارند نیاز به احتیاط بیشتری دارد. توقف مصرف دارو باید به آهستگی صورت بگیرد تا از خطرات بعدی برای سلامت جلوگیری شود.

## تاریخچه
متوپرولول اولین بار در سال ۱۹۶۹ ساخته شد. این دارو در لیست داروهای ضروری سازمان بهداشت جهانی به عنوان مهم‌ترین داروی مورد نیاز در سیستم بهداشت اولیه قرار دارد. این دارو به صورت یک داروی ژنریک در دسترس است. در سال ۲۰۱۳، متوپرولول نوزدهمین داروی پر تجویز در ایالات متحده بود.

## موارد منع مصرف
متوپرولول در برادی‌کاردی، فشار خون دیاستولیک کمتر از 100 میلی متر جیوه و نیز در دوران بارداری منع مصرف دارد. همچنین این دارو نباید در بیماران مبتلا به نارسایی قلب استفاده شود. همچنین مصرف متوپرولول در بیماران مبتلا به دیابت شیرین و مشکلات حاد تنفسی باید با احتیاط همراه باشد.

## فضایی
متورفولول حاوی استریو سنتور است و شامل دو انانتیمر است. این یک مخلوط راسمیک است، یعنی یک ترکیب ۱: ۱ از (R) - و (S) شکل:
| آنتی بادی‌های متپرولول  | آنتی بادی‌های متپرولول  |
| ---------------------- | ---------------------- |
| CAS-Nummer: 81024-43-3 | CAS-Nummer: 81024-42-2 |